# Borowitsky

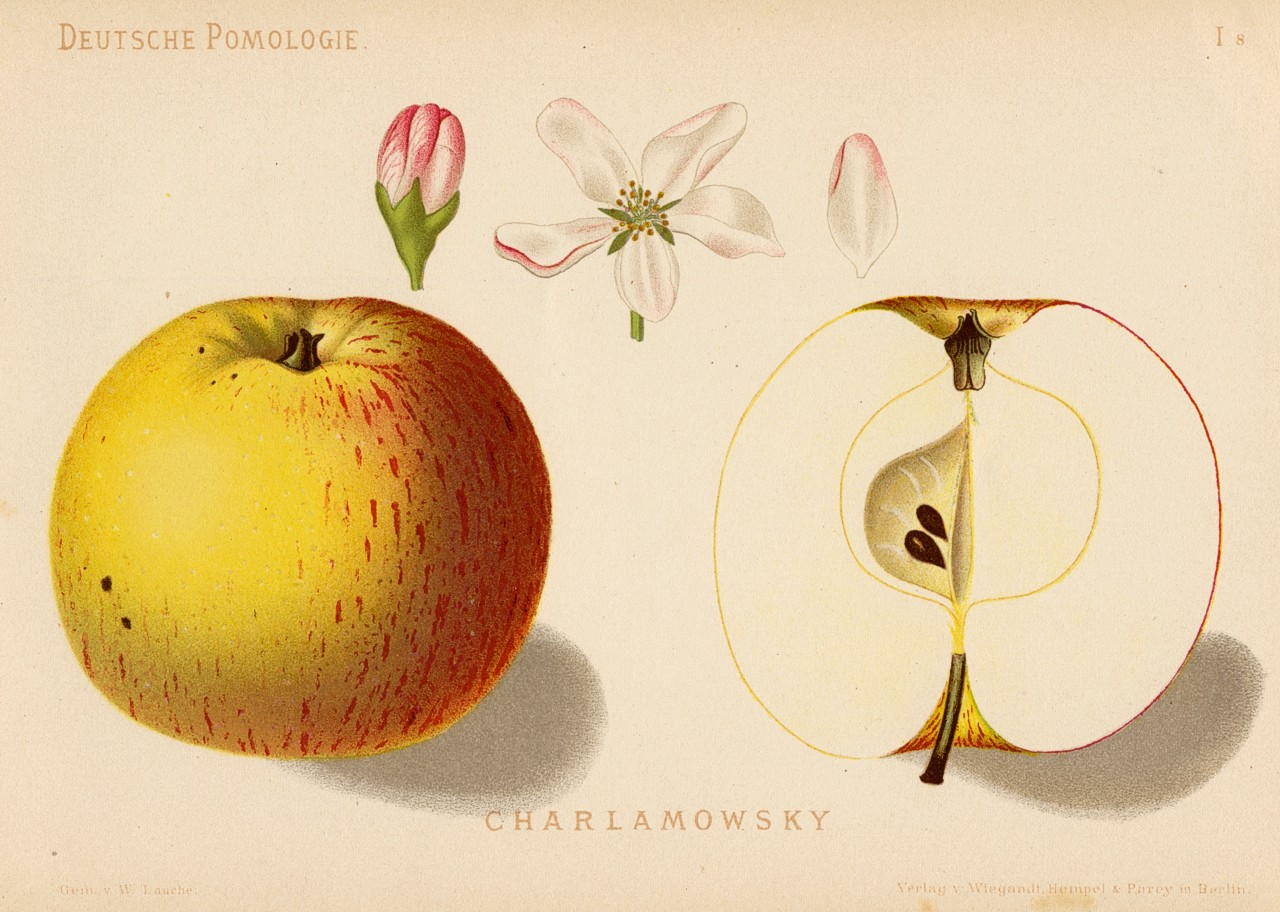
Borowitsky dans Deutsche Pomologie.

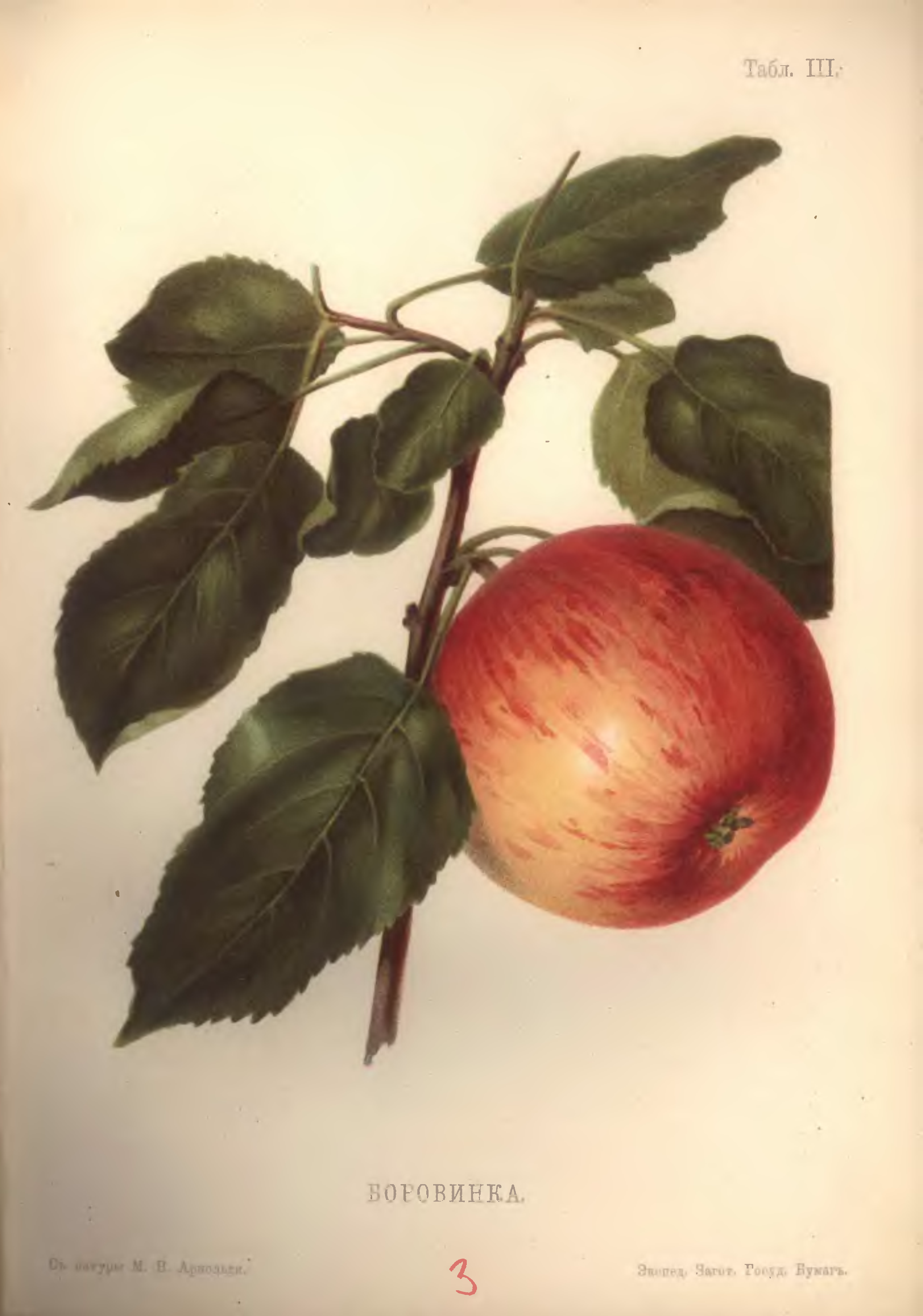
"Атлас плодов", 1906

Borowitsky est le nom d'un cultivar de pomme apparu au sud de la Russie vers 1700 et introduit en France en 1834. 

## Synonymes
Borowitski, Borovitsky, Borowicki, Borowinka, Barowiski, Baroveski, Charlamowsky d'automne, Charlamowsky d'automne, Charlamowskircher Nalleoid, Ernteapfel, Early Joe, Duchesse d'Oldenburg (ou d'Oldenbourg).

## Description
La Borowitsky est une pomme moyenne à grosse souvent dissymétrique, à fine peau jaune clair et verdâtre, rayée de rouge rosé.
Sa fine chair tendre est juteuse, peu sucrée, acidulée et parfumée.
Elle a tendance à l'éclatement.
Elle mûrit dès la fin juillet et se conserve jusqu'en septembre, puis devient vite farineuse.

## Culture
L'arbre rustique au port érigé et de vigueur moyenne résiste aux grands froids. Très fertile sur porte-greffe nain, il l'est moins en haute tige. Sa culture est recommandée en montagne.
Il pousse bien dans tous les sols, même dans les sols sableux.
A floraison précoce, il atteint la pleine floraison 8 jours avant Golden Delicious et est donc pollinisé par Fameuse, Idared, Astrakan rouge, Wagener ou Winter Pearmain.
Cette variété est une très bonne pollinisatrice